# Obajgora
Obajgora (cyr. Обајгора) – wieś w Serbii, w okręgu zlatiborskim, w gminie Bajina Bašta. W 2011 roku liczyła 819 mieszkańców.